# Verdrag van Versailles (1758)
Het Derde Verdrag van Versailles werd in 1758 afgesloten te Versailles tussen het koninkrijk Frankrijk en Oostenrijk. Daarin werden de vorige verdragen tussen beide mogendheden bevestigd, maar werd de overeenkomst uit het voorlaatste, als zouden de Oostenrijkse Nederlanden als aparte staat aan Filips van Parma worden afgestaan, herroepen.